# Tlalocuil
Tlalocuil är en ort i Mexiko.   Den ligger i kommunen Tamazunchale och delstaten San Luis Potosí, i den sydöstra delen av landet, 200 km norr om huvudstaden Mexico City. Tlalocuil ligger 185 meter över havet och antalet invånare är 125.
Terrängen runt Tlalocuil är huvudsakligen kuperad, men åt nordost är den platt. Tlalocuil ligger nere i en dal. Runt Tlalocuil är det ganska tätbefolkat, med 56 invånare per kvadratkilometer. Närmaste större samhälle är Tamazunchale, 7,5 km norr om Tlalocuil. I omgivningarna runt Tlalocuil växer huvudsakligen savannskog.